# Dali Podiashvili
Dali Podiashvili (por vezes Fodiashvili) (em georgiano:  დალი ფოდიაშვილი) (nascida em 27 de janeiro de 1948) é uma pintora georgiana.
Natural de Tbilisi, Podiashvili estudou na Escola de Arte koladze de Tbilisi de 1963 a 1968. No último ano matriculou-se na Academia de Artes do Estado de Tbilisi, na qual se formou em 1974. Em 1986 ingressou no Sindicato dos Artistas. Além de trabalhar como pintora, também deu aulas de arte. Ela continua a expor o seu trabalho em toda a Geórgia e várias das suas pinturas podem ser encontradas na colecção do Museu de Belas Artes da Geórgia.